# (2469) Tadjikistan
(2469) Tadjikistan ist ein Asteroid des äußeren Hauptgürtels, der von der sowjetischen Astronomin Tamara Smirnowa am 27. April 1970 am Krim-Observatorium in Nautschnyj (IAU-Code 095) entdeckt wurde. Sichtungen des Asteroiden hatte es vorher schon am 21. August 1949 unter der vorläufigen Bezeichnung 1949 QE an der Landessternwarte Heidelberg-Königstuhl gegeben.
(2469) Tadjikistan wurde am 8. Februar 1982 nach der Tadschikischen Sozialistischen Sowjetrepublik benannt.